# Mostra nazionale delle colonie estive e dell'assistenza all'infanzia
La Mostra nazionale delle colonie estive e dell'assistenza all'infanzia fu una mostra che si tenne a Roma nell'area del Circo Massimo da giugno a settembre 1937.
Inaugurata da S.E. Benito Mussolini con il "discorso alle donne fasciste", fu curata dagli architetti Adalberto Libera, Mario De Renzi, Giovanni Guerrini e predeva dei padiglioni costruiti con materiali leggeri che illustravano le modalità di inquadramento progressivo del fanciullo all'interno dello Stato fascista.
Per celebrare la mostra fu emessa nel 1937 una serie di 16 francobolli.

## Padiglioni
- Padiglione introduttivo, architetto Ettore Rossi.
- Padiglione del turismo
- Padiglione dell'Opera nazionale balilla
- Padiglione dell'Opera nazionale maternità e infanzia (ONMI) (con un "asilo nido vivente"), architetto Ettore Rossi
- Padiglione della rieducazione minorenni
- Padiglione della scuola